# کالیون ناسوکو
کالیون ناسوکو (انگلیسی: Kalione Nasoko؛ زادهٔ ۲ دسامبر ۱۹۹۰) بازیکن راگبی ۷ نفره اهل فیجی است.
وی در مسابقات کشوری و بین‌المللی در مجموع برندهٔ ۱ مدال طلا شده‌است.